# 國會工黨
國會工黨（英語：Parliamentary Labour Party，缩写为PLP）在英國政治中特指工黨的國會黨團，是由工黨籍下議院議員組成的團派。
歷史上，國會工黨成員有全權選出工黨黨魁，但有關造法已改由工黨籍下議員和工黨籍歐洲議會議員、相關工會和社會主義协会、以及地方選區工黨三方共同選出。另外，國會工黨成員也有權選出兩名代表到全國執行委員會。